# Pukar (film, 1939)
Pour l’article homonyme, voir Pukar.

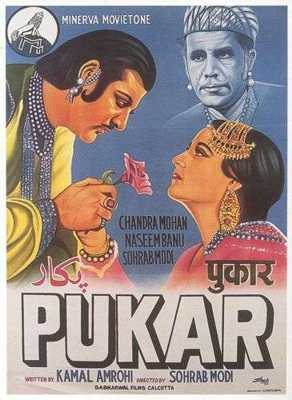
Affiche du film.

Pukar (Urdu: پُکار) est un film indien en Urdu, produit et réalisé par Sohrab Modi pour la maison de production Minerva Movietone, sorti en 1939.
Le sujet du film est la justice légendaire de l'empereur Jahângîr, et son conflit d'intérêt apparu quand sa femme tue accidentellement un citoyen innocent.
Le film est typique des productions de Sohrab Modi avec de longs dialogues en Urdu, déclamés dans un style dramatique. Les textes et les chansons sont de Kamal Amrohi. Pukar est considéré comme étant un des premiers films sociaux musulman.

## Fiche technique
- Réalisation : Sohrab Modi
- Scénario : Kamal Amrohi, Vishnupant Aundhkar, S. Ameer Hyder
- Photographie : Y. D. Sarpotdar
- Langue : Urdu[3].
- Montage : A. K. Chaterji, D. Shirdhankar
- Musique : S. Fernandes, Mir Saheb
- Durée : 165 minutes
- Dates de sortie : 1939

## Distribution
- Sohrab Modi :  Sardar Sangram Singh
- Chandra Mohan (en) : Jahângîr
- Naseem Banu (en) : Nur Jahan
- Sheela : Kanwar
- Sardar Akhtar (en) : Rami Dhoban
- Sadiq Ali : Mangal Singh
- Babu Singh : Ramu Dhobhi